# Schwarzwälder Fuchs

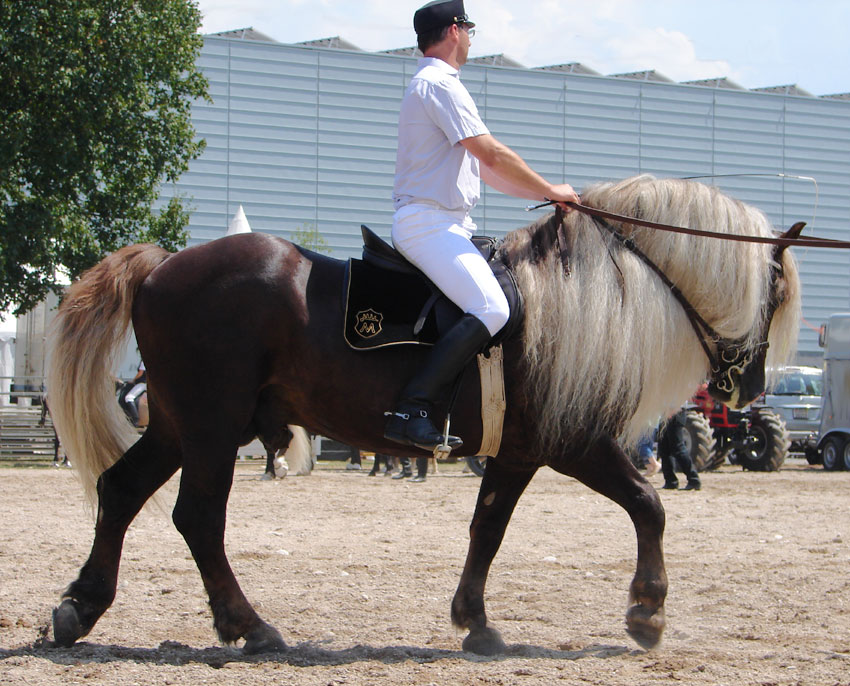
Schwarzwälder Fuchs, hengst onder het zadel

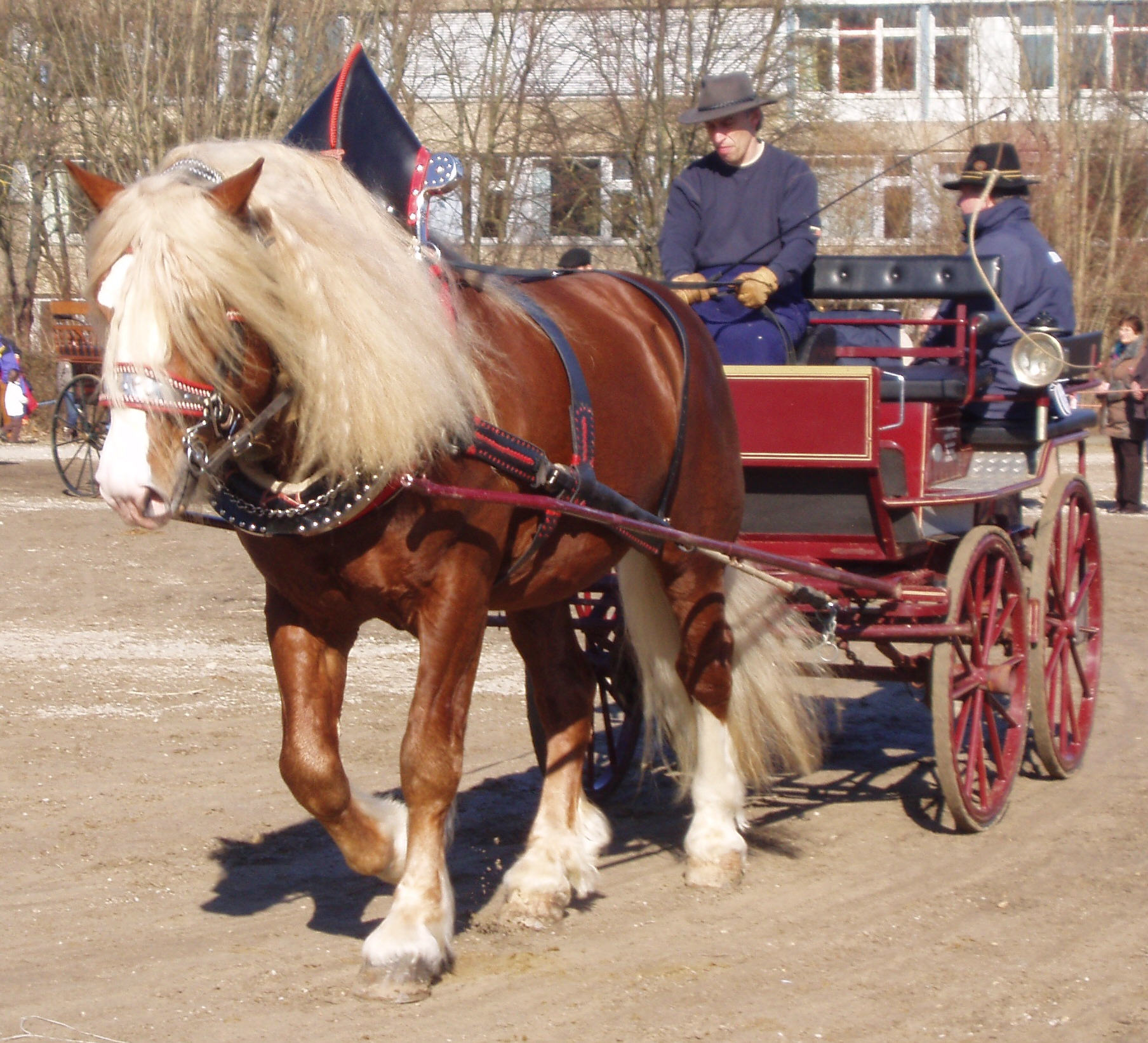
Voor de koets

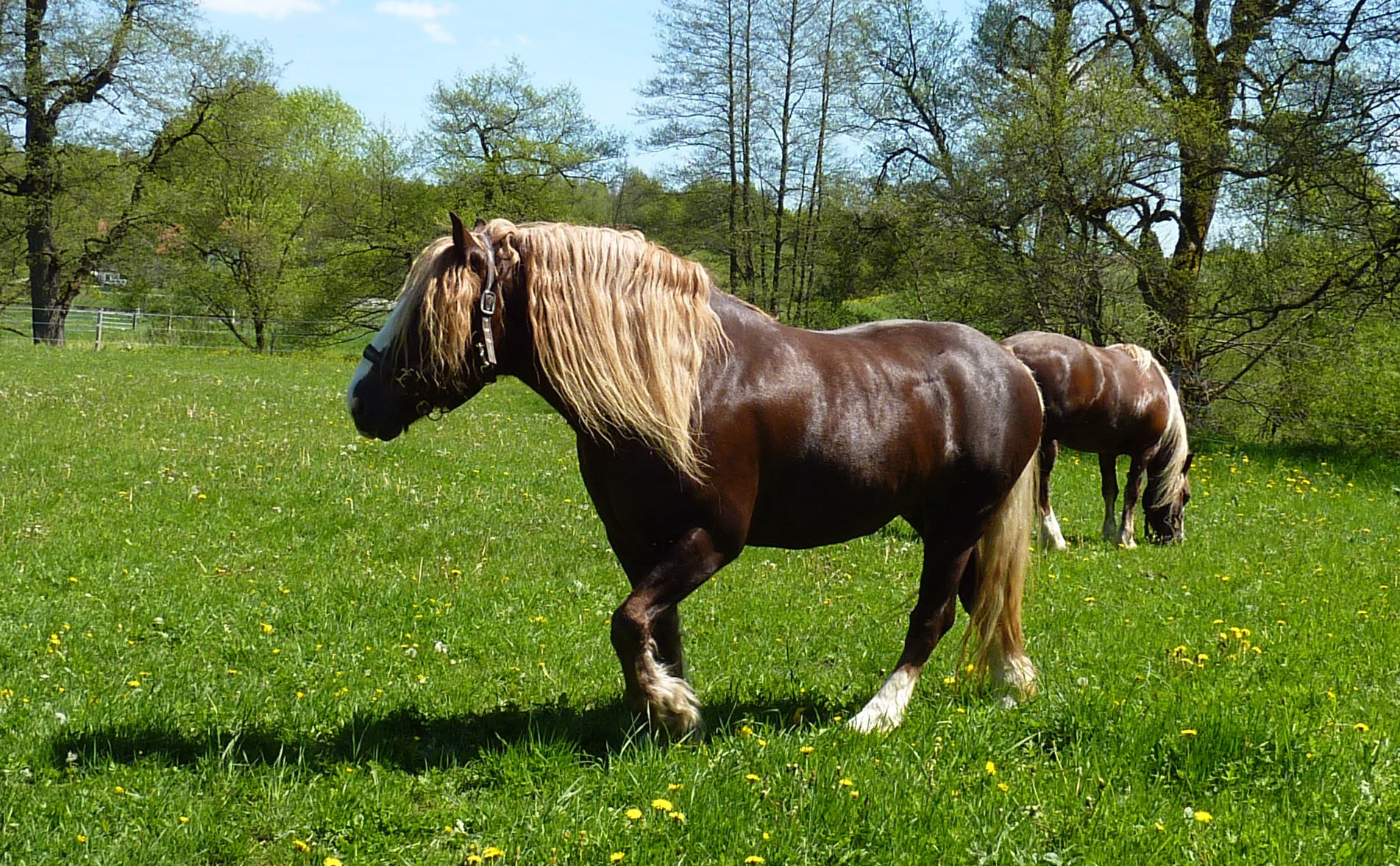
Schwarzwälder Fuchs in Marbach

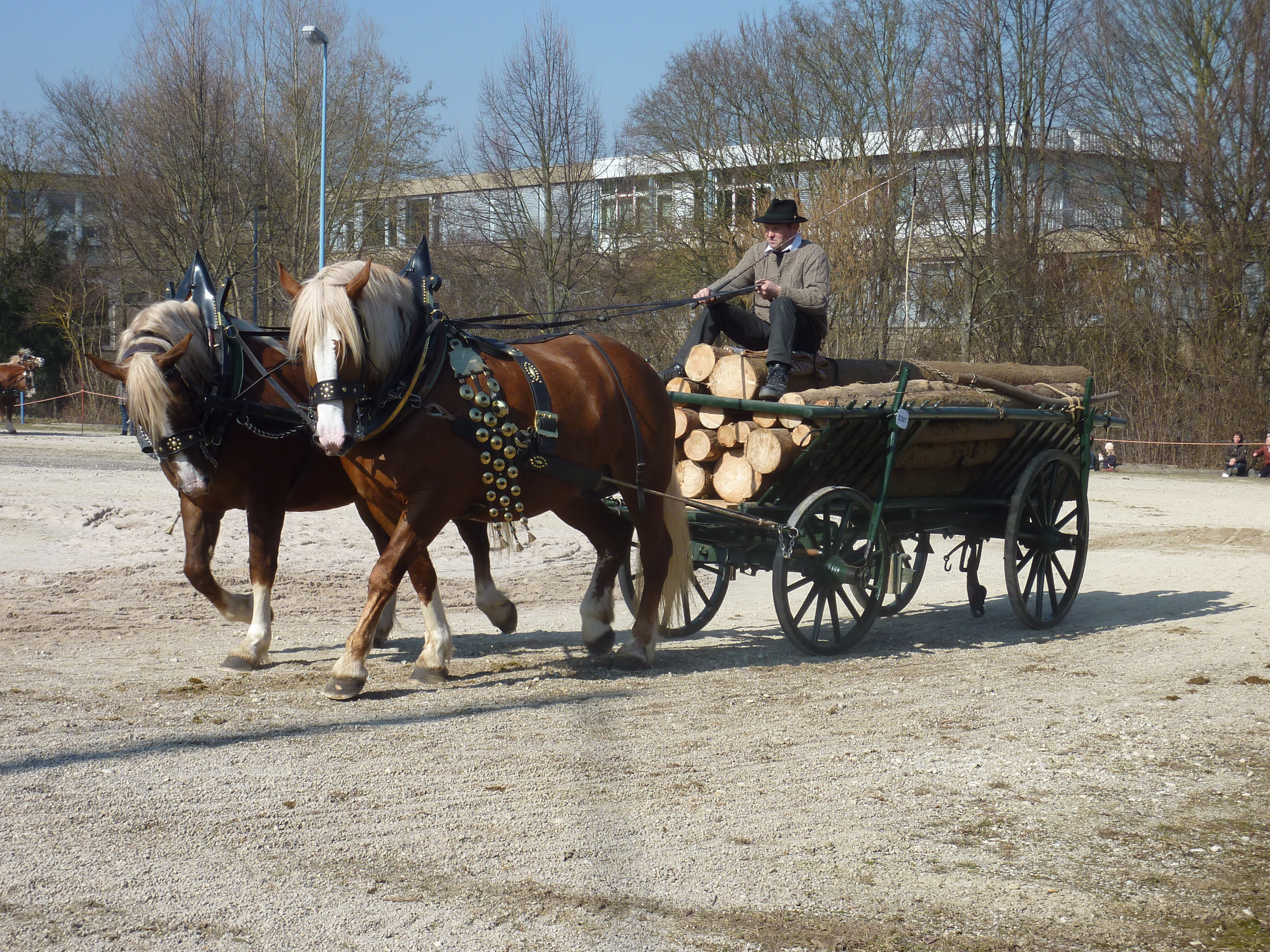
Tweespan voor de Langholzwagen

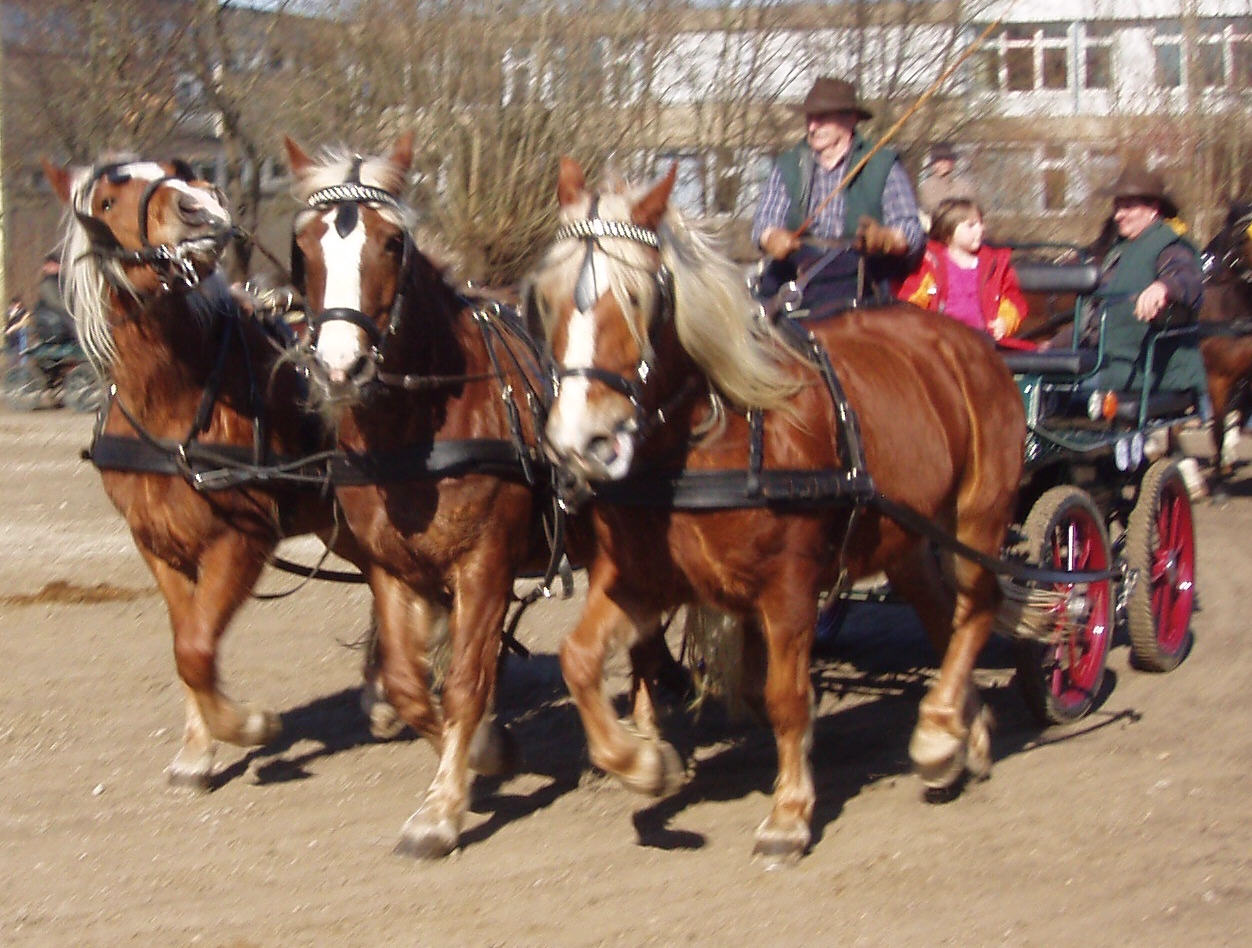
Als troika

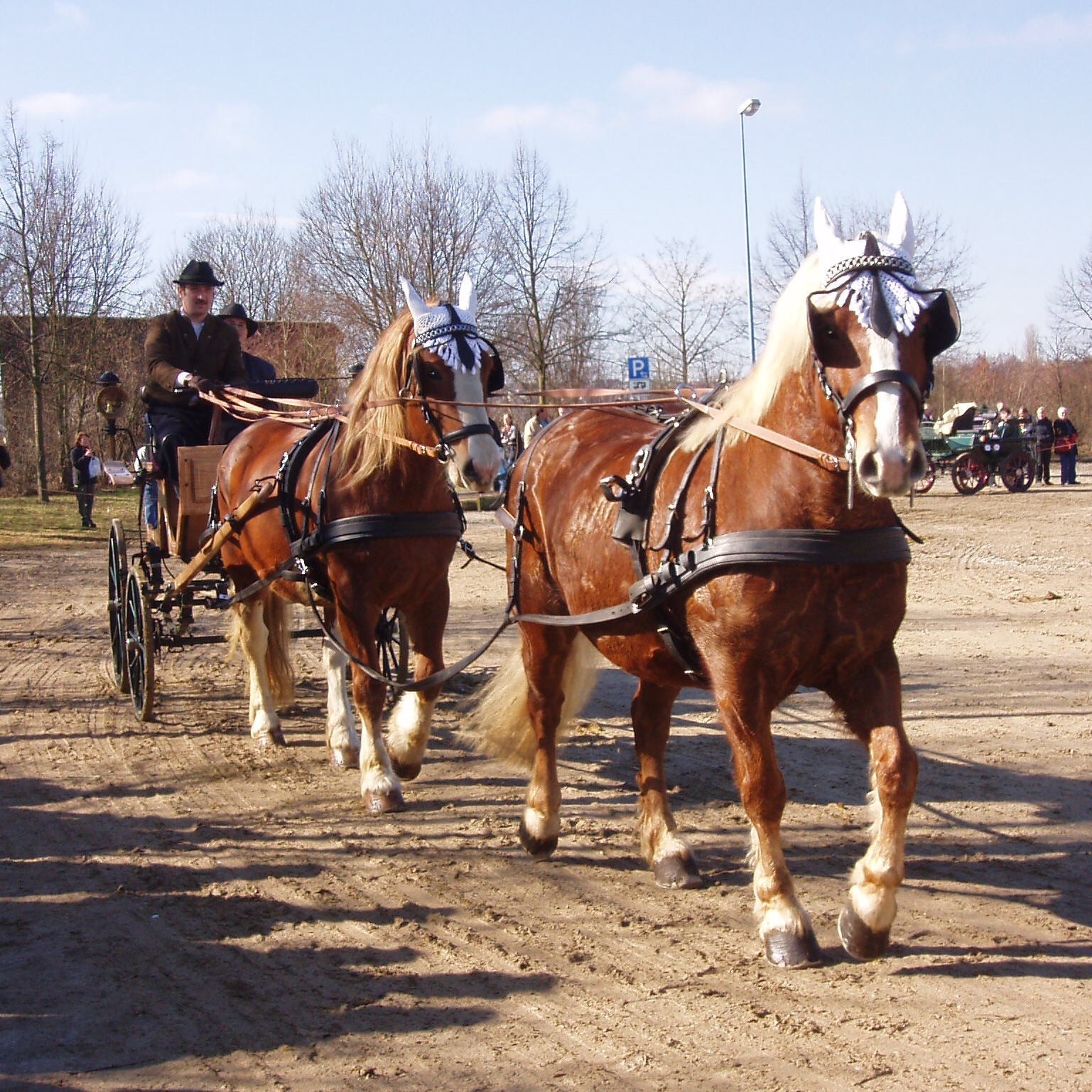
Als tandem

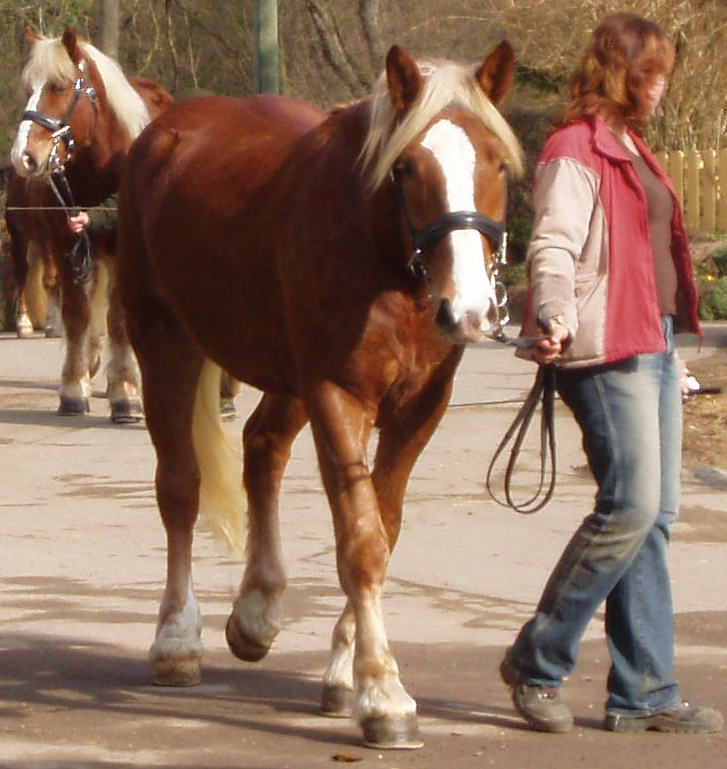
Schwarzwälder Fuchs

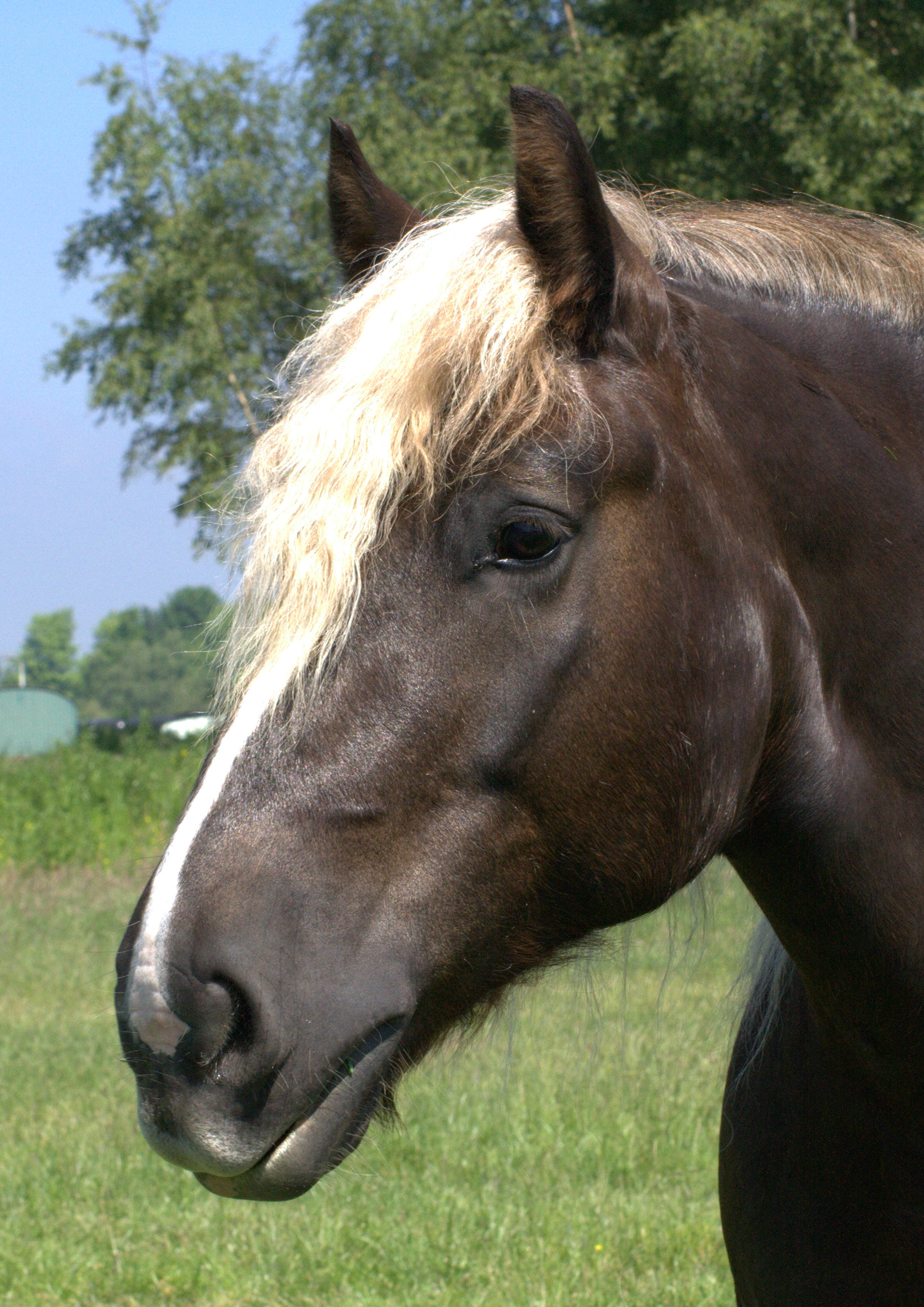
Schwarzwälder Fuchs

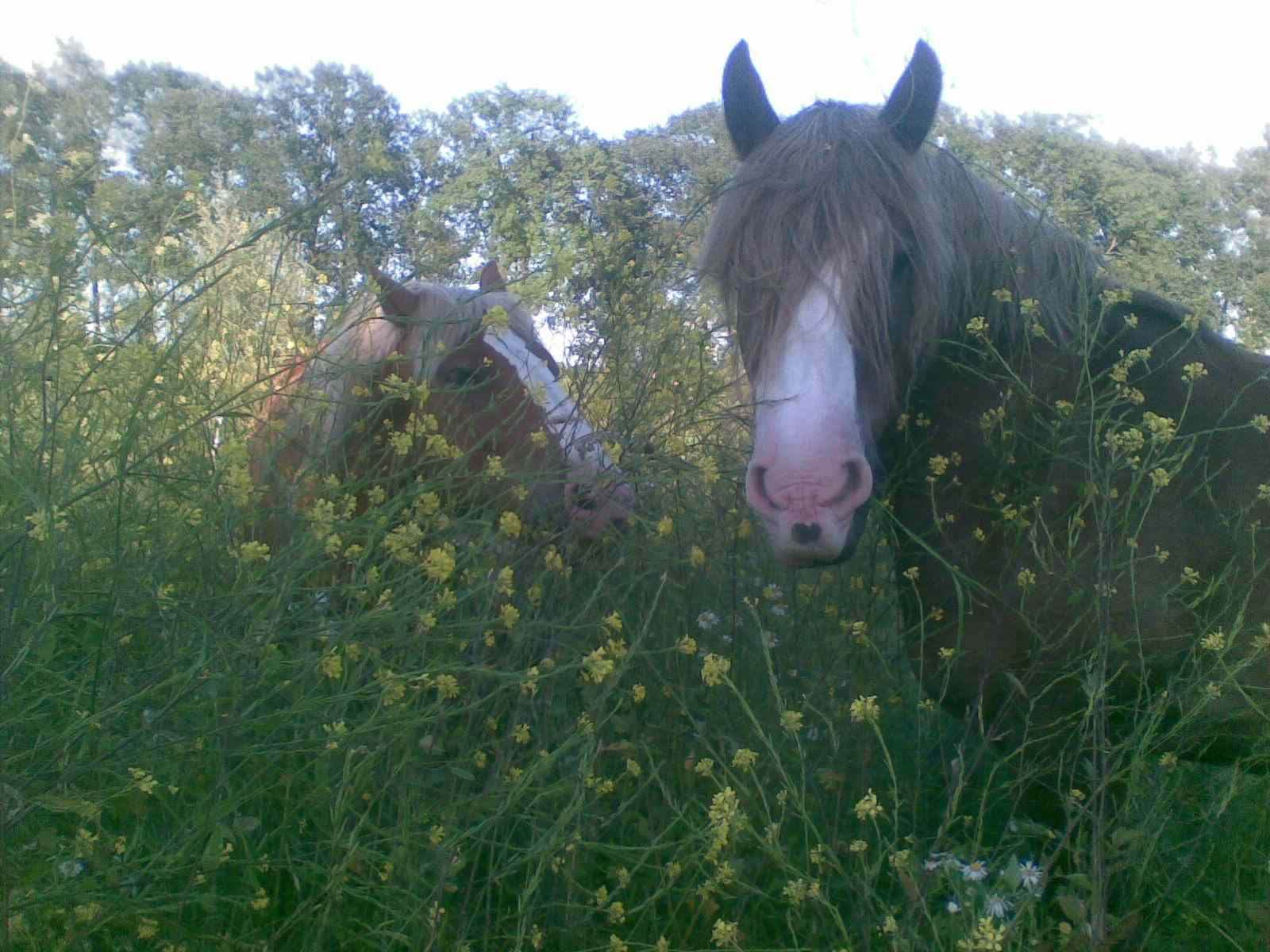
Schwarzwälder Fuchs in koolzaadveld

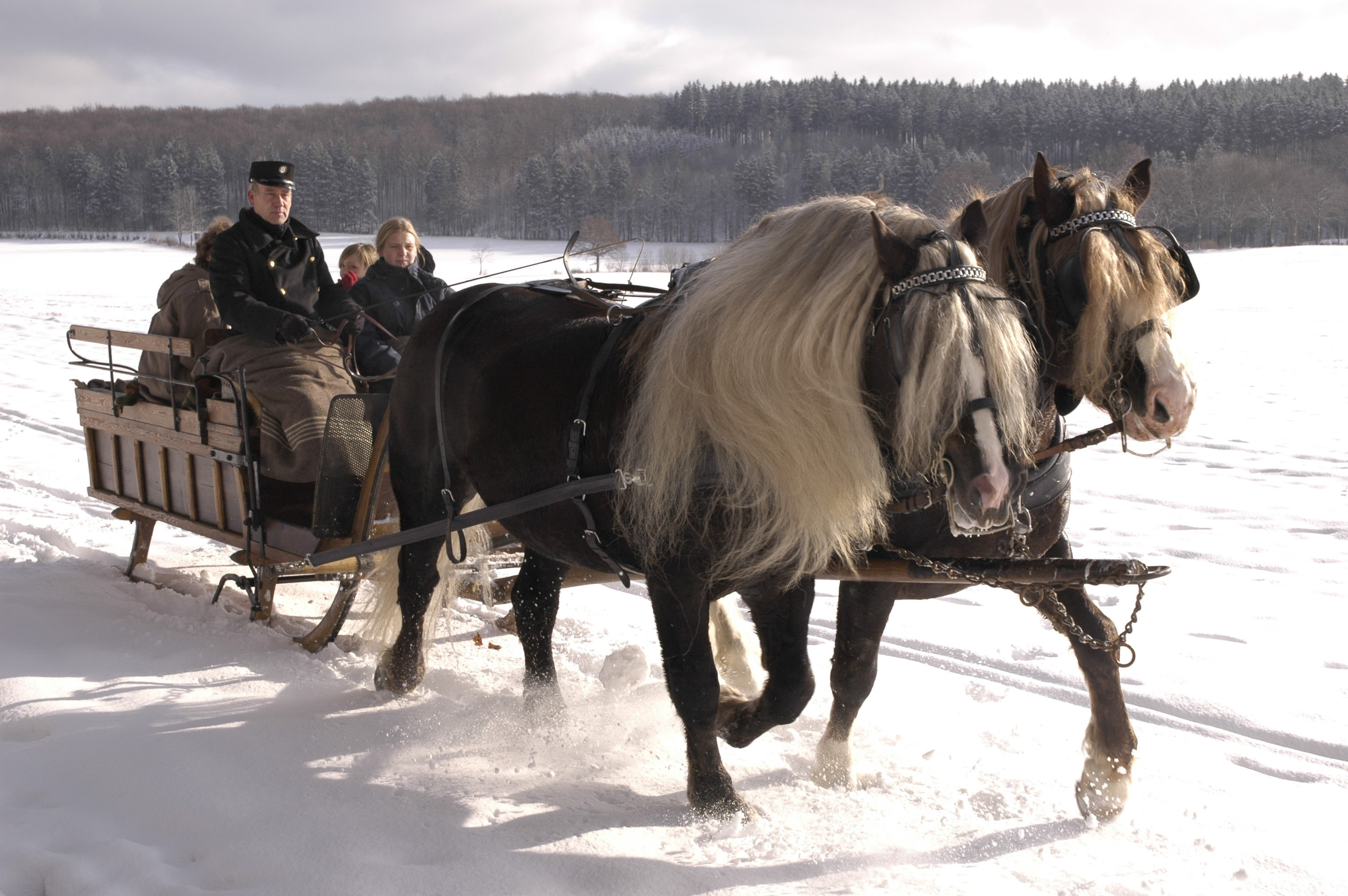
Dubbelspan voor een slee

De Schwarzwälder Fuchs (ook wel Schwarzwälder Kaltblut, Schwarzwälder, St. Märgener Fuchs, Wälderpferd of Black Forest Chestnut) is een Duits koudbloed paardenras.
Het ras komt uit het Zwarte Woud in Zuid-Duitsland en werd vooral gebruikt voor het werk in de landbouw en bij alle mogelijke klussen in het bos in heuvelachtige gebieden. Het is een klein, robuust paard dat geschikt is voor de hooglanden met zijn lange winters. De Schwarzwälder Fuchs ziet eruit als een grote Haflinger of een beetje als een Noriker. Het stamboek van het ras is officieel opgericht in 1896 in het plaatsje St. Märgen in de deelstaat Baden-Württemberg. Tegenwoordig wordt de Schwarzwälder Fuchs ook als recreatiepaard, als koetspaard en onder het zadel gebruikt. Het is behendig en levendig en heeft een goed karakter, een hoge vruchtbaarheid en een lange levensduur.

## Beschrijving

### Uiterlijke kenmerken
De stokmaat van de Schwarzwälder Fuchs hengst ligt tussen de 1,50 en 1,60 m. en die van de merrie ligt tussen de 1,48 en 1,56 m. Het gewicht ligt tussen de 500 en 700 kg. Onder de koudbloeden is de Schwarzwälder Fuchs bijzonder elegant. De kleur van de Schwarzwälder Fuchs is meestal van rood voskleur tot donker zwartbruin, maar ook grijs, zwart, bruin, schimmel en zilverappel komen voor. De manen zijn lichtbruin tot helder wit. De donkere zweetvoskleur met helderwitte manen is de meest opvallende kleurcombinatie en wordt de koolvos (kohlfuchs) genoemd. Het karakteristieke hoofd is kort en heeft uitdrukkingsvolle ogen. De sterke hals is kort met een mooie kap en een brede halsaanzet. Het lichaam is compact en licht tot middelzwaar met schuine schouders. De rug en achterhand zijn breed en goed gespierd. De manen en staart zijn lang en bevatten haren in vijf kleuren. Dit geeft het paard een imposant uiterlijk. Het beenwerk is correct en droog met stevige gewrichten en harde hoeven. In de beweging is de Schwarzwälder Fuchs vlot en wendbaar. De gangen zijn soepel en ruim. De draf toont veel stuwing vanuit de achterhand.

### Karakter
Onder de zware omstandigheden in het Zwarte Woud moesten de paarden onregelmatig en zwaar werk verrichten. Het voedsel was beperkt in de harde winters van het Zwarte Woud. Hierdoor moesten de paarden sober gevoerd worden en dit moet nog steeds, want anders wordt de Schwarzwälder Fuchs snel te dik. Er zijn weinig ziektes onder dit ras en de paarden kunnen heel oud worden. De Schwarzwälder heeft een vriendelijk en makkelijk karakter en is bereid om hard te werken. De paarden zijn taai en hebben een goed uithoudingsvermogen.

## Geschiedenis

### Middeleeuwen
De fokgeschiedenis van de Schwarzwälder Fuchs is terug te volgen tot de Middeleeuwen, toen bij het klooster van St. Märgen deze paarden al gefokt werden. Zo ontstond door de eeuwen heen een uniek koudbloedpaard. Door zijn robuuste lichaam en vriendelijke karakter was het uitermate geschikt om in het klimaat van het Zwarte Woud te leven en daarbij zwaar werk te verrichten. Het klooster in St. Märgen wordt tegenwoordig gebruikt als raadhuis en VVV-kantoor. Er worden nog wel hengstenpresentaties, paardenmarkten en één keer in de drie jaar een speciale feestdag voor het Schwarzwälder paard georganiseerd.
Tot de voorvaderen van de Schwarzwälder behoren vooral lichte Ardenner paarden, maar vermoedelijk ook Norikers en Belgische trekpaarden. Deze rassen werden gebruikt om het ras groter en robuuster te maken. Ook Frans en Spaans bloed was van invloed op de Schwarzwälder Fuchs. Zelfs Arabische en Kroatische paarden hebben de oorsprong van dit paard beïnvloed. Doordat tijdens oorlogen tussen de 16e en 19e eeuw steeds weer bereden troepen in het Zwarte Woud kwamen, hebben deze paarden ook invloed gehad op de fok van de Schwarzwälders.

### Fokkerijvereniging
In 1896 werd de Schwarzwälder Pferdezuchtgenossenschaft opgericht met een stamboek om het ras te standaardiseren. Het centrum van de fok van de Schwarzwälder Fuchs was het zuidelijke gebied van het Zwarte Woud en de aangrenzende gebieden. Het ras was toen nog heel heterogeen in bloedlijn, maat en kleur. De Schwarzwälder fokkerijvereniging wilde dat de fokkers alleen gebruik zouden maken van de zware Belgische trekpaarden als dekhengsten om de grootte van het ras te verhogen. Maar de traditionele boeren gebruikten toch liever inheemse hengsten ondanks de hoge geldboetes. Veel veulens in deze tijd kregen vervalste papieren. Minder dan dan de helft van de 210 ingeschreven fokmerries die in 1896 werden ingeschreven waren van pure Schwarzwälder afstamming. De daaropvolgende jaren werden hoofdzakelijk hengsten gebruikt die in de regio aanwezig waren. In de Eerste Wereldoorlog merkten de autoriteiten uiteindelijk dat het Belgisch trekpaard niet geschikt was voor de Schwarzwälder boeren, waardoor de boeren zelf mochten kiezen welke hengsten ze wilden gebruiken. In 1925 wordt de hengstenhouderij door het fokgenootschap overgenomen en in 1936 ging het fokgenootschap op in het Badischen Pferdestammbuch (Karlsruhe). Na de Tweede Wereldoorlog leidde het tot een splitsing in twee stamboeken; Heidelberg en Neustadt. In 1978 werden deze weer samengevoegd tot het Pferdezuchtverband Baden-Württemberg e.V.

### Bedreigd huisdierras
Met de opkomst van gemotoriseerde techniek en de landbouwmechanisatie kwam er steeds minder vraag naar de kracht van de koudbloedpaarden en de bestanden liep drastisch terug. In 1947 was het aantal fokmerries nog 1.234, het aantal dekhengsten bedroeg op dat moment nog 47. In 1977 werd een historisch dieptepunt in het aantal van de Schwarzwälder Fuchs merries bereikt, waarvan er toen nog maar 159 waren. Voor de hengsten was het jaar 1973 het dieptepunt. Toen telde men slechts vier goedgekeurde hengsten. Het gevolg was een hoge mate aan inteelt en een uniform type paard terwijl het ras op het punt van uitsterven stond. Bijna was de Schwarzwälder Fuchs geheel verdwenen, maar er werd net op tijd een fokprogramma opgezet. De Schwarzwälder Fuchs kwam op de rode lijst van bedreigde huisdierrassen in Duitsland. De eerste maatregelen om het ras te behouden werden door het Haupt- und Landgestüt Marbach ingeleid met de inzet van Norikerhengsten in 1961 en 1970. In het jaar 1976 kwam de Duitse staat met de eerste subsidieprogramma's om het ras te helpen behouden. Fokkerspremies werden toegekend voor fokmerries en de veulenopfok werd gesubsidieerd. Naast de hengstenhouderij in het statelijke Haupt- und Landgestüt Marbach heeft ook de plaatselijke boerenbevolking geholpen om het ras voor uitsterven te behoeden. In de jaren tachtig van de vorige eeuw werden Freiberger hengsten ingekruist om de hengstenlijnen wat breder te maken en te veel inteelt te voorkomen. In de loop der jaren heeft de Schwarzwälder Fuchs ook buiten de grenzen van Baden-Württemberg naam gemaakt en door de gestegen vraag op het gebied van de paardensport en een goede marketingcampagne, steeg het aantal ingeschreven merries in de jaren negentig tot 416. Het ras viel echter nog steeds onder de met uitsterven bedreigde huisdierrassen en werd verder gesubsidieerd. In 1999 stonden er 699 merries en 43 hengsten geregistreerd.

### Tegenwoordig
In 2001 werd het stamboek gesloten voor paarden waarvan de ouders niet ingeschreven stonden in het stamboek. Men probeert sindsdien raszuiver te fokken. Begin 2004 was het bestand aan ingeschreven paarden gestegen tot 639 merries en 23 hengsten. Er werden 452 merries gedekt en 235 veulens geregistreerd. Op dit moment is het ras gebaseerd op zes verschillende bloedlijnen bij de hengsten en acht bloedlijnen bij de merries. Binnen de fokkerij hebben zich duidelijke veranderingen voorgedaan. Naast de hengstenhouderij door de staat blijft ook hengstenhouderij door particulieren toegestaan. Er is echter een verplichting ingesteld voor hengsten en merries om aan Leistungsprüfungen mee te doen. Subsidies worden alleen gegeven voor paarden die bekroond zijn met premies. Hengsten kunnen alleen dekhengst worden als ze worden geboren uit een goedgekeurde merrie. Men wil de zwarte, bruine en schimmelfamilies binnen het Schwarzwälder Koudbloed behouden. Het ras wordt succesvol gepromoot door samenwerking met toeristische instanties en lokale evenementen. Daarnaast ook door presentaties op grote evenementen zoals de Equitana en Eurocheval. Verkoop van de paarden naar de Verenigde Staten, Canada en Australië maken het ras buiten de grenzen van Duitsland bekend.
Eind 2016 heeft de Duitse autoriteit namens het Stamboek van Oorsprong Pferdezuchtverband Baden-Württemberg e.V. (erkend voor onder andere het ras Schwarzwälder Fuchs) uitbreiding van hun geografisch gebied naar Nederland aangevraagd. Fokkers in Nederland kunnen zich met deze uitbreiding aansluiten bij de erkende Duitse stamboekorganisatie. De stamboekorganisatie mag Nederlandse fokdieren inschrijven in hun stamboek, zoötechnische certificaten en paardenpaspoorten afgeven. De Nederlandse Schwarzwälder Fuchs Vereniging organiseert jaarlijks samen met het Pferdezuchtverband in IJzerlo de veulenkeuring. Het aantal Fuchse in Nederland is niet bekend, maar loopt inmiddels (2021) in de honderden.